# Francisco Bahamonde De Lugo
Francisco Bahamonde De Lugo (La Orotava, ? - Cartagena de Indias, 1574) fou un militar, conquistador, fundador de ciutat i administrador espanyol. Fou Governador de Puerto Rico entre 1564 i 1568. Els veïns de San German, localitzat llavors en Guayanilla, li van demanar permís per canviar la vil·la a la seva ubicació actual per causa dels atacs dels corsaris Francesos (1565) i indis Caribenys (1568). El 1568 va portar a l'illa el primer doctor espanyol, Hernando de Cataño, que quan va acceptar la posició, va rebre com a pagament diversos paquets de terra localitzats al llarg del port de l'illot de San Juan, els quals van ser anomenats després amb el cognom del seu propietari, Cataño.